# Billbergia acreana
Espèce
Classification phylogénétique
Billbergia acreana est une espèce de plantes de la famille des Bromeliaceae, endémique du Brésil.

## Distribution
L'espèce est endémique de l'État d'Acre à l'extrême nord-ouest du Brésil.

## Description
L'espèce est épiphyte.